# Orthodoxie en Afrique
 (janvier 2024).
Le christianisme orthodoxe en Afrique est présent principalement en Afrique de l'Est.

## Histoire

### Aujourd'hui
Les Orthodoxes africains représentent 15 % de la population orthodoxe mondiale.
Ils sont principalement présents en Éthiopie 43,5 % de la population du pays) et en Érythrée (30 % de la population).
Des missions orthodoxes se sont développées dans d’autres régions de l’Afrique au cours des dernières décennies à l’initiative tant de l’Église copte (préchalcédonienne) que d’orthodoxes de tradition byzantine. C’est cela qui explique la présence de 650.000 orthodoxes au Kenya.